# Hans Joachim Moser
Hans Joachim Moser (25. maj 1889 i Berlin - 14. august 1967 sammesteds) var en tysk musikhistoriker, søn af Andreas Moser.
Moser studerede fra ung historie og musik (hos blandt andre Heinrich van Eyken, Gustav Jenner og Robert Kahn) og blev docent i musikvidenskab i Halle a. S.. Moser blev 1924 professor i Heidelberg og var fra 1927 direktør for Akademiet for Kirke- og Skolemusik i Berlin samt lærer ved universitetet dér. Moser, der også er optrådt 
som koncert- og oratoriesanger og har udgivet vokalmusik, digte og romaner, har forfattet Musikalischer Zeitenspiegel, Technik der deutschen Gesangskunst, og navnlig en Geschichte der deutschen Musik (hvoraf 2. bind udkom 1922), desuden en række tidsskriftartikler.